# Psychologia różnic indywidualnych
Psychologia różnic indywidualnych – dziedzina psychologii zajmująca się badaniem różnic indywidualnych występujących pomiędzy ludźmi, które odznaczają się względną stałością. Należą do nich inteligencja, style poznawcze, osobowość, temperament oraz zdolności. Dziedzina ta wchodzi w skład szerszej dyscypliny zwanej psychologią różnicową.

## Historia
Pierwsze systematyczne badania nad różnicami indywidualnymi pomiędzy ludźmi podjął w drugiej połowie XIX wieku brytyjski wszechstronny uczony Francis Galton. W swoim laboratorium antropometrycznym badał on w jakim stopniu ludzie różnią się w zakresie ostrości wzroku i słuchu, w czasie reakcji na bodziec, w sile ucisku dłoni etc. Przyjmuje się jednak, że twórcą psychologii różnic indywidualnych był niemiecki psycholog William Stern. Natomiast za datę narodzin tej dyscypliny uznaje się rok 1910, kiedy Stern opublikował swoją monografię pt. "O psychologii różnic indywidualnych".

## Determinanty różnic indywidualnych
Badania prowadzone w ramach psychologii różnic indywidualnych do pewnego stopnia stanowią próbę odpowiedzi na pytanie o to, na ile obserwowane różnice pomiędzy ludźmi wynikają z uwarunkowań genetycznych, a na ile z uwarunkowań środowiskowych. Jeszcze w XIX wieku Francis Galton, prowadząc badania nad uwarunkowaniami dziedziczności geniuszu, postawił kluczowe dla tej dziedziny wiedzy pytanie: dziedziczność czy środowisko? (ang. nature or nurture?) Swoje dociekania opublikował w książce "Odziedziczony geniusz: dociekanie jego praw i skutków" z 1869 r., wskazując przede wszystkim na dziedziczność jako główny, decydujący czynnik. Poglądy Galtona, na co wskazuje Jan Strelau, wywierały wpływ na badaczy zajmujących się tą dziedziną wiedzy przez wiele dziesięcioleci.

## Psychologia różnic indywidualnych a genetyka zachowania
Uczeni prowadzący badania w ramach psychologii różnic indywidualnych nierzadko odwołują się do osiągnięć i ustaleń genetyki zachowania, a więc dziedziny wiedzy zajmującej się badaniem determinant różnic indywidualnych w zachowaniu, wyrosłej na gruncie genetyki ilościowej. Genetyka zachowania dostarczyła dowodów na rzecz tezy o genetycznej determinacji różnic indywidualnych w zachowaniu zwierząt. Najbardziej spektakularne badania w tej dziedzinie przeprowadził John DeFries.